# Huntington Bank Field
O Huntington Bank Field (antigamente conhecido como FirstEnergy Stadium e Cleveland Browns Stadium) é um estádio localizado em Cleveland, Ohio. É a casa do time de futebol americano da Cleveland Browns da NFL.
Construído as margens do Lago Erie, tem capacidade para 73.200 torcedores. Começou a ser construído em Maio de 1997 (substituindo o Cleveland Municipal Stadium) e foi inaugurado em Julho de 1999.